# Europe Échecs
Europe Échecs est une revue mensuelle en langue française, qui paraît 11 fois par an (dont un numéro double en juillet-août), consacrée au jeu d'échecs.

## Histoire de la revue
Fondée en 1959 par Raoul Bertolo, décédé en 1991 et qui fut un temps président de la Fédération française des échecs, elle résulte de la fusion entre deux revues, l'Échiquier de Turenne et L'Échiquier de France. Tout a commencé avec L'Échiquier de Paris (bulletin des cercles de l'Île-de-France) créé en 1946, qui a fusionné après son 60e numéro, en 1955, avec L'Échiquier de France. Ce mensuel a à son tour fusionné, après 36 numéros, en décembre 1958, avec L'Échiquier de Turenne créé en 1955, pour finalement fusionner après 41 numéros, en décembre 1958, avec le magazine Europe-Échecs créé en janvier 1959. C'est une des plus anciennes revues françaises sur le jeu d'échecs encore en parution (après Le Courrier des Échecs fondé en 1947).  
De 1985 à 1997, elle a été la propriété de Jean-Claude Fasquelle, alors PDG des éditions Grasset. Elle a été dirigée par le grand maître international français Bachar Kouatly jusqu'en avril 2019. Le numéro de mai 2019 de la revue fait état d'un changement de gouvernance. Le président et directeur de la publication en est maintenant Sami Kouatly, fils de Bachar,. 
Elle propose des reportages sur les principaux tournois français, européens et mondiaux avec de nombreuses parties analysées par les joueurs eux-mêmes (figurant régulièrement parmi les meilleurs mondiaux), une présentation de l'actualité échiquéenne, des exercices tactiques, des rubriques concernant la stratégie ainsi que des annonces de tournois.
Son site Web couvre l'actualité échiquéenne française et internationale et propose une zone de jeu en direct et en différé, ainsi que des contenus multimédias en partie payant, tels que des articles et des vidéos sur les ouvertures, la stratégie, la tactique, etc.